# Col di Manza
Il Col di Manza (Col de Manzha in veneto), è una collina posta tra i comuni di Colle Umberto e San Fior, di fronte al colle più alto di Castello Roganzuolo.
È luogo noto per essere stato sede, nel XVI secolo, di una proprietà di Tiziano.

## Geografia
Si tratta di un colle dalla posizione panoramica, posto di fronte al più alto colle di Castello Roganzuolo, quello della pieve dei SS. Pietro e Paolo. Luogo adatto climaticamente allo sfruttamento agricolo, esso ha particolare importanza per la coltivazione della vite. Il vitigno è inoltre soggetto a denominazione di origine controllata.

## Lacasétadi Tiziano Vecellio
L'edificio più importante di Col di Manza è Villa Fabris: infatti essa fu edificata nel XVI secolo dalla comunità di Castello Roganzuolo, come forma di parziale pagamento a Tiziano per la realizzazione del Polittico di Castello Roganzuolo per la chiesa dei Santi Pietro e Paolo.
La villa, attualmente in buono Stato conservativo e inserita in un paesaggio ancora integro, passò per via ereditaria ai Sarcinelli di Serravalle e successivamente alla famiglia Fabris, alla quale appartiene ancora oggi.

## Galleria d'immagini

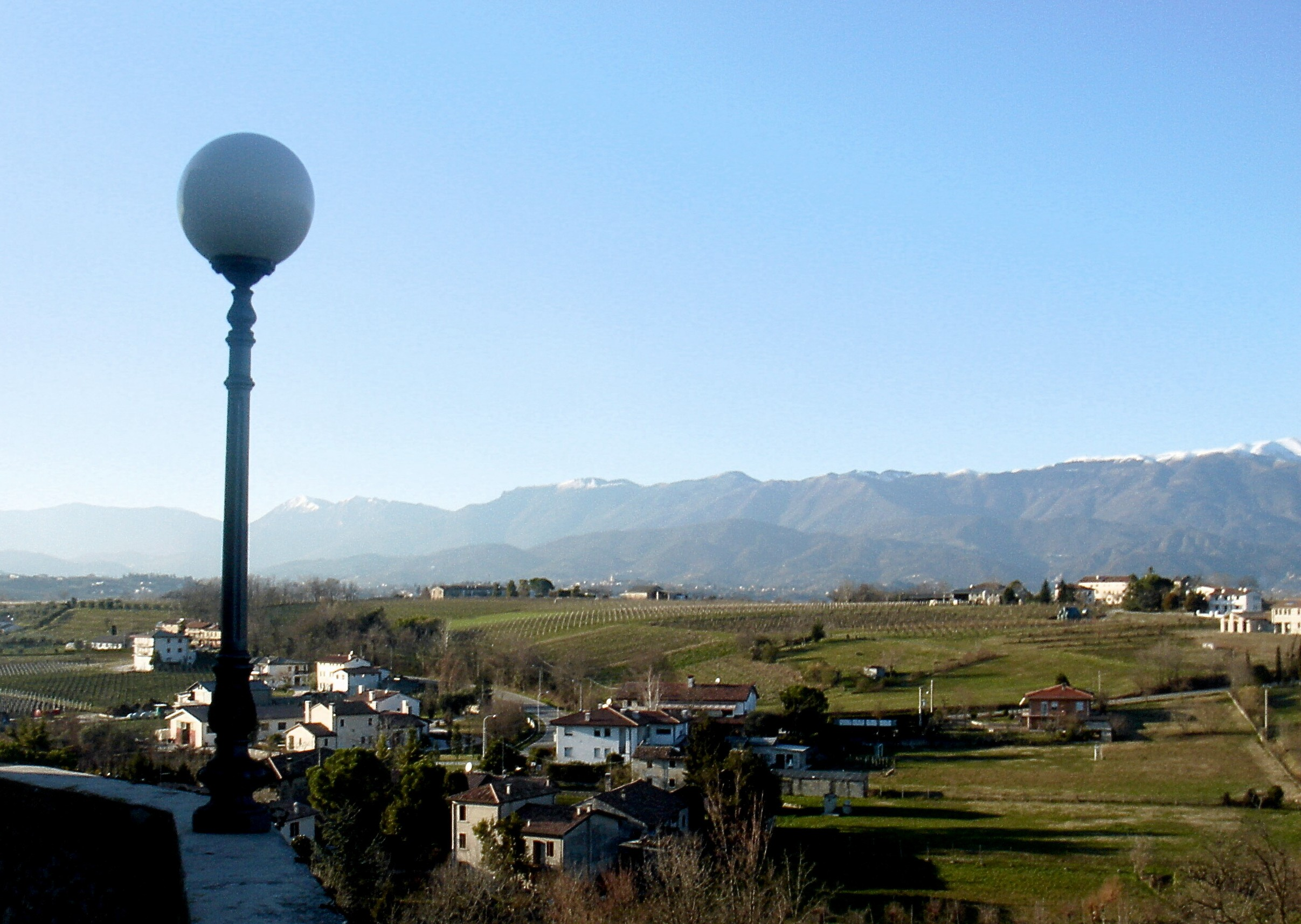
Panorama di Col di Manza dalla chiesa di Castello Roganzuolo
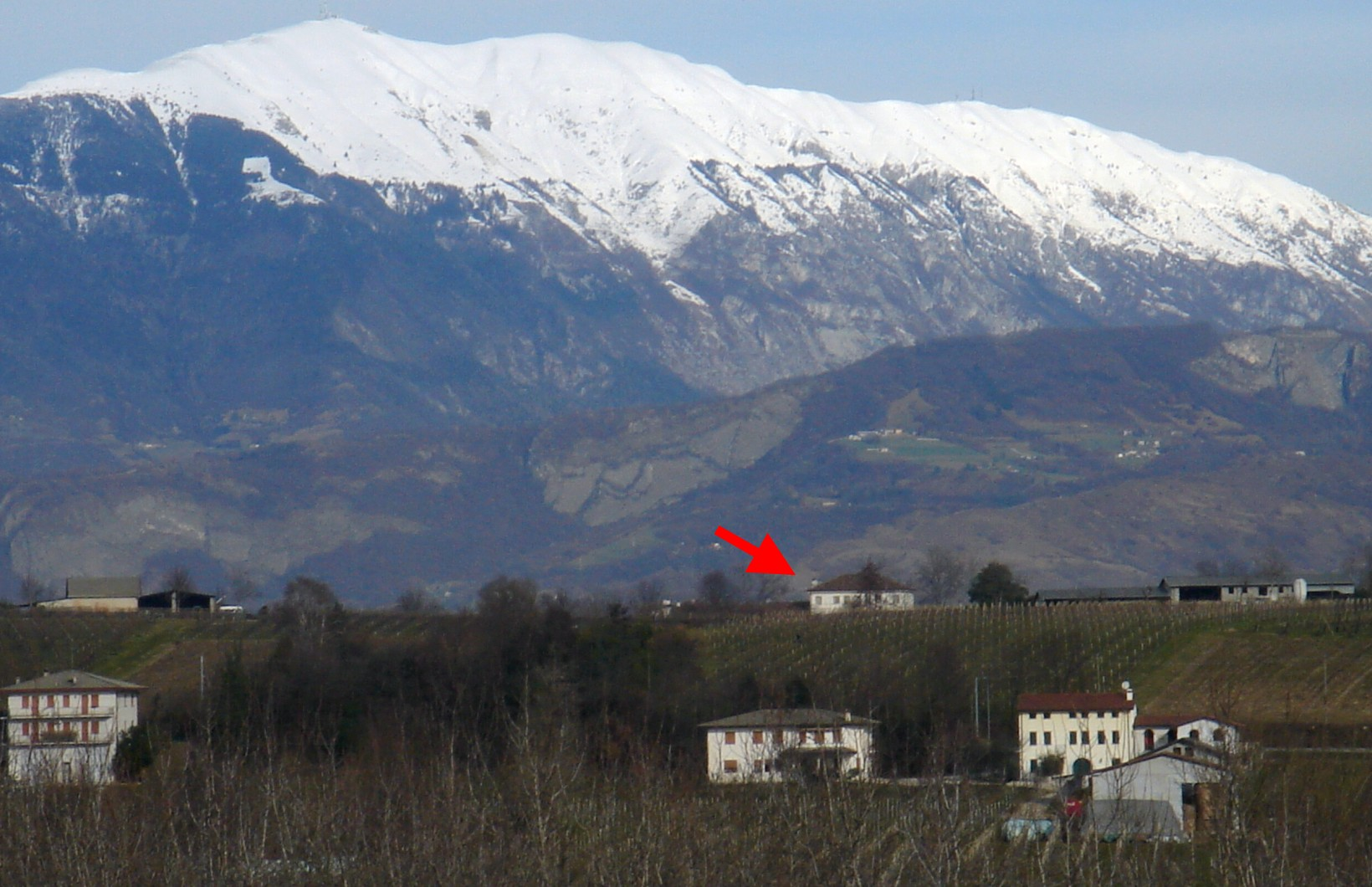
Indicata dalla freccia, la caséta di Tiziano in Col di Manza
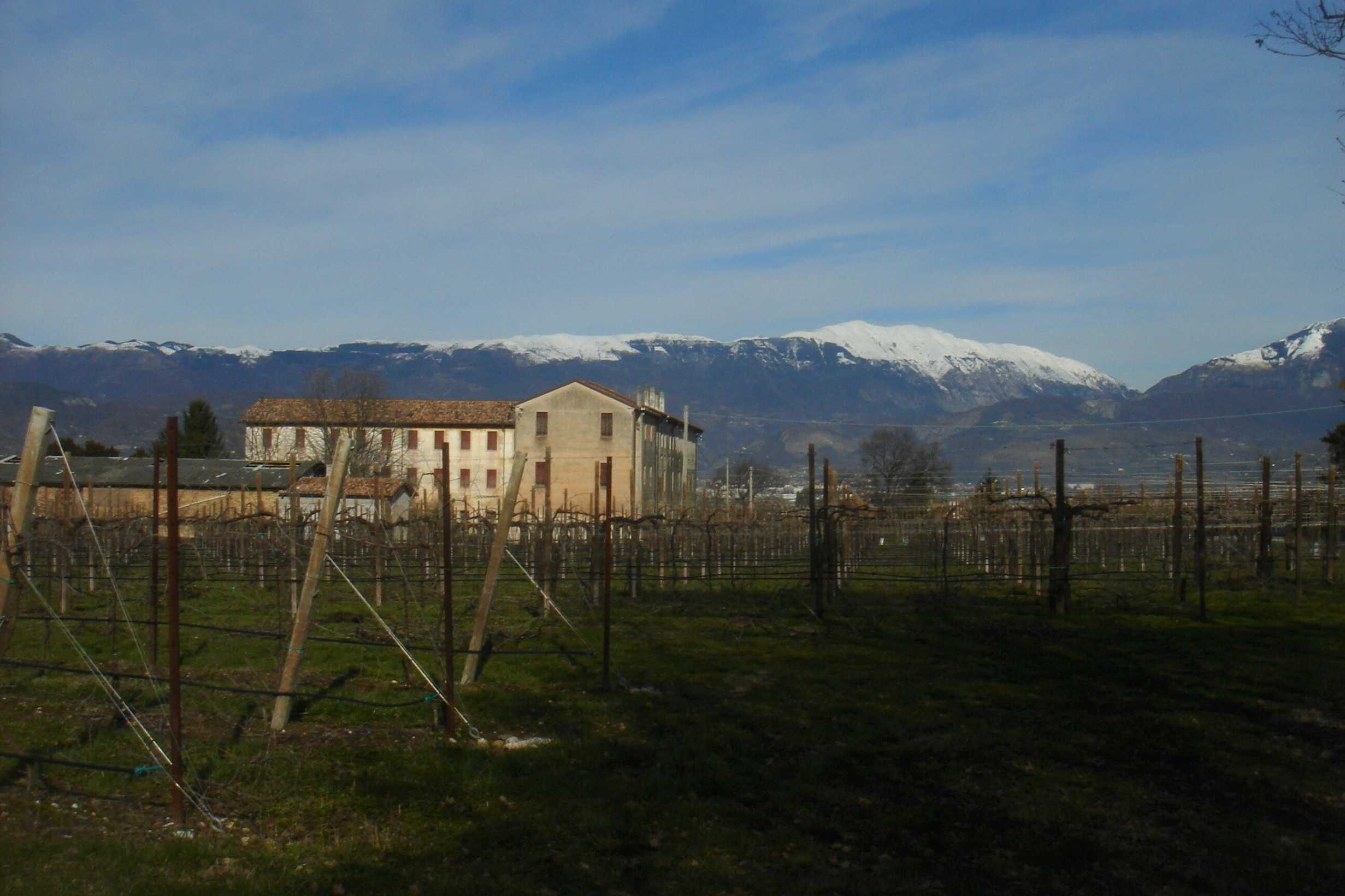
Caseggiato rurale e viti in Col di Manza
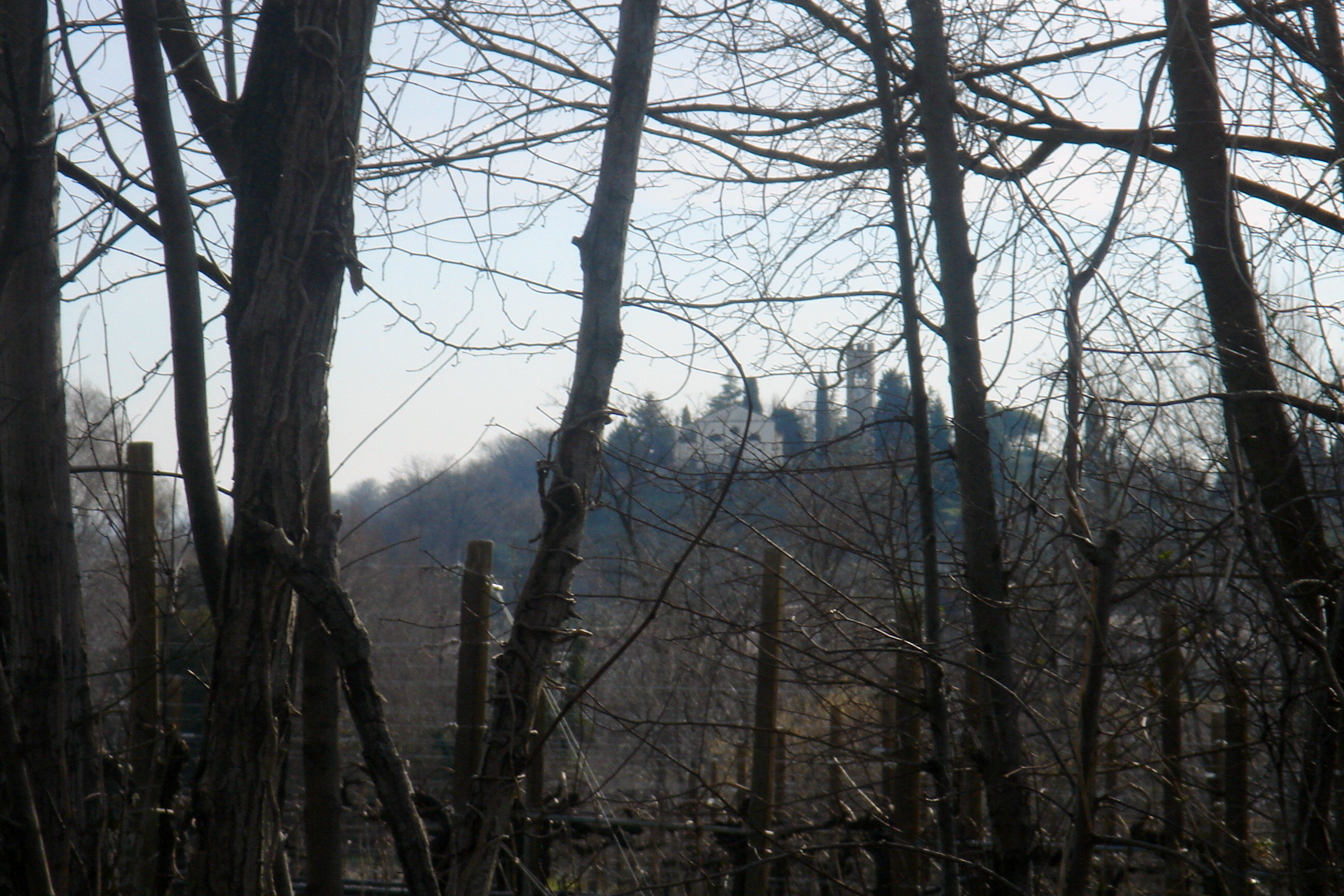
La pieve di Castello Roganzuolo dal Col di Manza